# جيك بورتر
جيك بورتر (بالإنجليزية: Jake Porter)‏ هو قائد فرقة ‏ وكاتب أغاني أمريكي، ولد في 3 أغسطس 1916 في أوكلاند في الولايات المتحدة، وتوفي في 25 مارس 1993 في لوس أنجلوس في الولايات المتحدة.

## وصلات خارجية
- جيك بورتر على موقع ميوزك برينز (الإنجليزية)
- جيك بورتر على موقع أول ميوزيك (الإنجليزية)
- جيك بورتر على موقع ديسكوغز (الإنجليزية)
- جيك بورتر على موقع ديسكوغز (الإنجليزية)
- جيك بورتر على موقع ديسكوغز (الإنجليزية)
- جيك بورتر على موقع ديسكوغز (الإنجليزية)